# Изонить

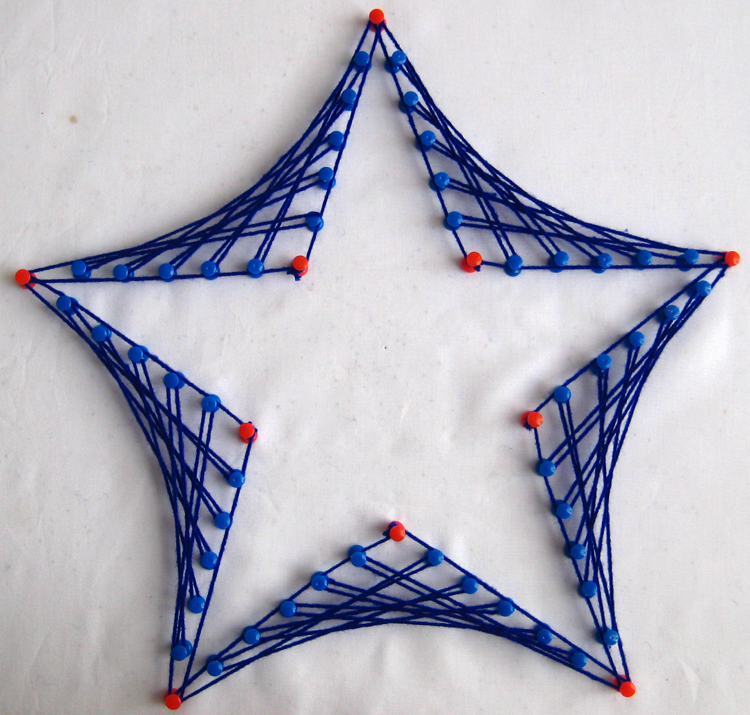
Пример нитяной графики.

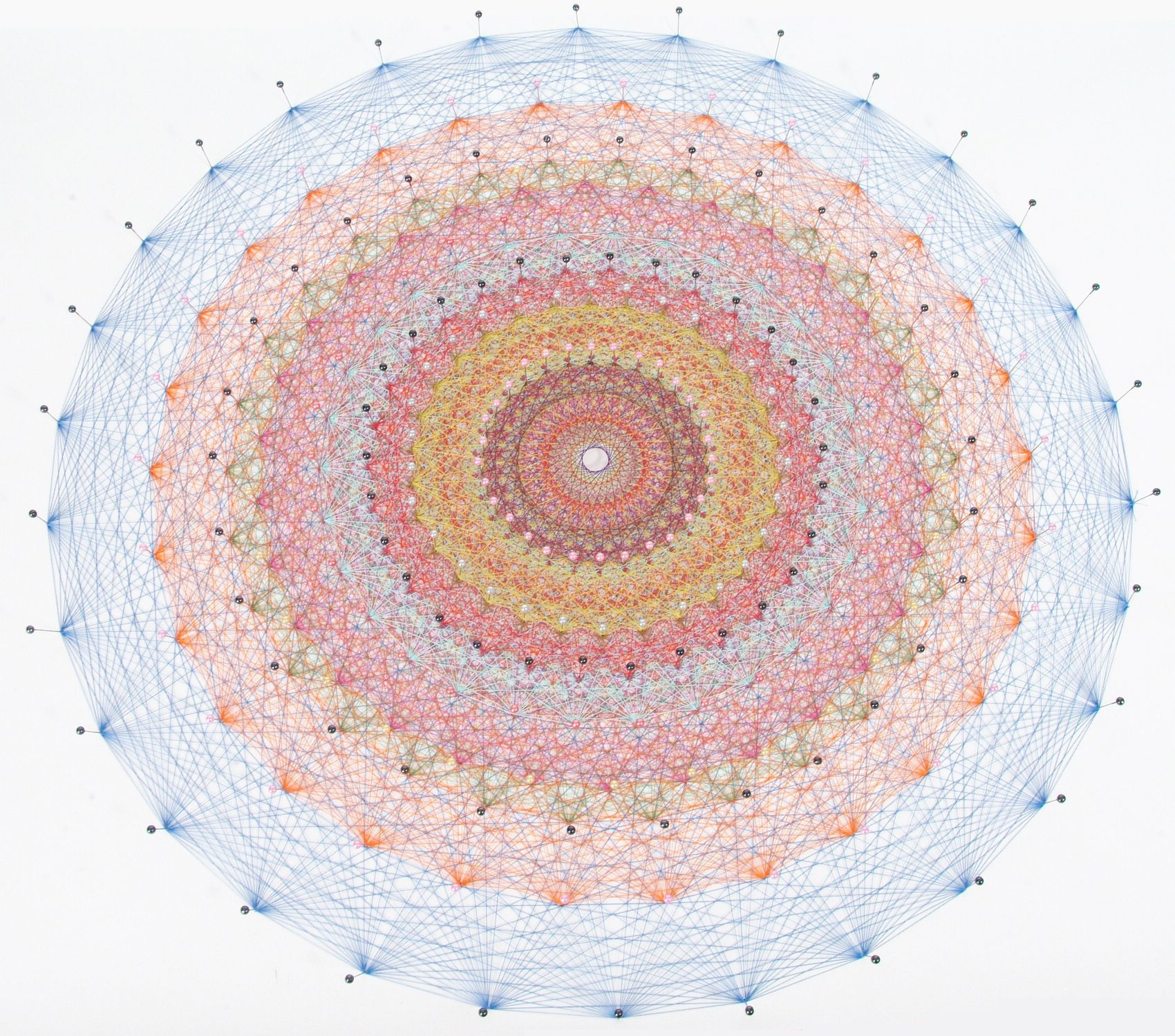
Нитяное изображение 8-мерного Политоп 4 21.

Нитяна́я гра́фика (варианты названия: изонить, изображение нитью, ниточный дизайн), или стринг-арт (от англ. string art — «искусство нитей») — техника получения изображения нитками на картоне или другом твёрдом основании. Нитяную графику также иногда называют изографика или вышивка по картону. В качестве основания иногда используется также бархат (бархатная бумага) или плотная бумага. Нитки могут быть обычные швейные, шерстяные другие. Также можно использовать цветные шёлковые нитки.

## Описание
Ввиду того, что данная техника и вид творчества имеют педагогический эффект и сравнительно малозатратна, объединения учащихся (кружки, мастерские, клубы) «Изонить» получили широкое распространение в учреждениях дополнительного образования детей, а также в школах. Известны временные объединения (кружки) по обучению ниточному дизайну даже в оздоровительных лагерях.
Эта техника позволяет приучать ребёнка к усидчивости, кропотливому ручному труду и активно развивать моторику.
Цели занятий нитяной графикой младшими школьниками на уроках технологии:
1. Дает понятие о разных углах: величине, длине сторон, об окружности, хорде разной длины; упражняются в количественном и порядковом счете; закрепляют знание направлений: вверху, внизу, слева, справа; дает понятие о середине, центре, вершине, крае
2. Развивает цветовое восприятие: понятия о холодных и теплых тонах, научит подбирать цвет к фону, научит различать толщину ниток, изнаночную и лицевую сторону изделия
3. Развивает абстрактное мышление
4. Научит детей владеть иголкой, шилом, ниткой, научит работать с трафаретом
5. Развивает мускулатуру кисти руки, глазомер, остроту зрения, координацию движений рук под контролем глаз
6. Воспитывает усидчивость, терпение, внимательность, старательность
7. Познакомит с новым видом художественной деятельности, прививает умение использовать полученные знания на других видах изобразительной и трудовой деятельности
8. Развивает активный и пассивный словарь детей; развивает объяснительную и доказательную речь

## История изонити
Нитяная графика, как вид декоративно-прикладного искусства, впервые появилась в Англии в XVII веке. Английские ткачи придумали особый способ переплетения ниток. Они забивали в дощечки гвозди и в определённой последовательности натягивали на них нити. В результате получались ажурные кружевные изделия, которые использовались для украшения жилища. (Возникла версия, что эти работы были своего рода эскизами для узоров на ткани). Сейчас это искусство очень знаменито, его используют во многих странах для украшения дома и быта.

## История
Доподлинно не известно, где впервые появился стринг арт как искусство, но корни его уходят в Англию XVII века.
Затем в сороковых годах XIX века оно снова возродилось, но в модифицированной форме. Английская учительница математики Мэри Буль придумала оригинальный способ, как заинтересовать детей и вовлечь в изучение алгебры и геометрии. На деревянные досочки набивались гвозди для создания геометрических фигур.
Начинания учителя геометрии продолжил американский дизайнер Джон Эихенгер. Он заинтересовался интересной техникой и начал создавать свои оригинальные картины. В своем творчестве Джон обратился к восточному искусству мандалы, заметив, что линии нитей, натянутые на гвозди, могут образовывать символические узоры.
Первая работа калифорнийского дизайнера так и называлась «string mandala», то есть «мандала из нитей».